# Hilda Tenorio
Pour les articles homonymes, voir Tenorio.
Hilda Eliana Tenorio Patiño plus connue sous le nom de Hilda Tenorio, née le 11 juin 1986 à Morelia (Mexique, État de Michoacán), est une matadora mexicaine.

## Présentation
C'est une des récentes gloires de la tauromachie mexicaine où elle est la dixième femme matador, la onzième étant Sandra Moscoso.
Son alternative dans les  arènes monumentales de Mexico  ont eu lieu le 28 février 2010 avec pour parrain Manolo Mejia. et pour témoin Ruiz Manuel.

## Carrière
Le 30 mai 2001, à l'âge de 14 ans, elle participe à une becerrada à Salvatierra, dans l'état de Guanajuato, face à des novillos de la ganadería de San Marcos.
Pour sa première novillada piquée, elle coupe deux oreilles le 10 octobre 2003, et le 19 octobre 2003, elle plante les banderilles  selon une méthode oubliée, que Rodolfo Gaona, torero mexicain, avait inventée il y a très longtemps (le 8 juillet 1915) et qui portait le nom de « El Par de Pamplona ». Hilda la réinvente sous forme de El Par Doble, ce qui lui vaut une Vuelta  al ruedo. Lorsqu'elle se présente à Mexico en 2004, elle a déjà 30 novilladas à son actif.
C'est dans cette même arène que cinq ans plus tard, elle prend l'alternative avec comme parrain Manolo Mejía, face à des taureaux de la ganadería Autrique. Son estocade réussie al volapié lui vaut une oreille.
Depuis son alternative, elle a eu de nombreux contrats, toréant avec de grands toreros espagnols (El Capea ) ou mexicains (« Uriel Moreno », « El Zapata » qui a triomphé en février 2011).